# Presbistus darnis
Presbistus darnis är en insektsart som först beskrevs av John Obadiah Westwood 1859.  Presbistus darnis ingår i släktet Presbistus och familjen Aschiphasmatidae. Inga underarter finns listade i Catalogue of Life.